# George Alec Effinger
George Alec Effinger (Cleveland (Ohio), 10 januari 1947 – New Orleans (Louisiana), 27 april 2002) was een Amerikaans sciencefictionschrijver.
Effinger startte zijn carrière in 1970 bij de Clarion Workshop voor aspirant SF-schrijvers. Zijn eerste roman, What Entropy Means to Me, werd genomineerd voor de Nebula Award. Zijn grootste succes behaalde hij met de Marid Audran trilogie. De boeken zijn gezet in het Midden-Oosten van de 21e eeuw, met cybernetische implantaten en modules voor wijziging van persoonlijkheid en lichaam. De romans zijn in feite de verbloemde verhalen van travestieten uit de sloppen van New Orleans die Effinger kende.
Hij maakte korte uitstapjes naar het schrijven van stripboeken in de vroege jaren zeventig, meestal in de sciencefiction-, fantasy- en horrortitels van Marvel Comics. En opnieuw aan het eind van de jaren tachtig, inclusief het eerste nummer van een serie van zijn eigen creatie getiteld Neil and Buzz in Space & Time, over twee fictieve astronauten die naar de rand van het universum reizen om te ontdekken dat het niets anders bevat dan een oceaanplaneet met een replica van een klein stadje in New Jersey op het enige eiland. Het eerste nummer was ook het enige en het verhaal eindigde met een cliffhanger .
Zijn novelette Schrödinger's Kitten (1988) won de Hugo Award en de Nebula Award als ook de Seiun Award.
Effinger had zijn hele leven gezondheidsproblemen. Dit resulteerde in reusachtige doktersrekeningen, die hij niet kon betalen. Een rechtszaak, die door een ziekenhuis tegen hem was aangespannen, bond de rechten op al zijn boeken en hoofdpersonen, waardoor een schaarste aan Effinger-materiaal ontstond. Uiteindelijk liet het ziekenhuis de aanklacht vallen en herwon Effinger de rechten op zijn intellectuele eigendom.
Effinger ontmoette zijn eerste vrouw Diana in de jaren zestig. Hij was van het midden van de jaren zeventig tot het midden van de jaren tachtig getrouwd met kunstenaar Beverly K. Effinger en van 1998 tot 2000 met collega-auteur Barbara Hambly. 

## Gedeeltelijke bibliografie
Marid Audran trilogie (1987-2003)
- When Gravity Fails (1986)
- A Fire in the Sun (1989)
- The Exile Kiss (1991)

Overig
- What Entropy Means to Me (1972)
- Relatives (1974)
- Schrödinger's Kitten (1992)
- Budayeen Nights (2003 - verzamelbundel, postuum)